# Cybianthus schlimii
Cybianthus schlimii är en viveväxtart som först beskrevs av Hooker f., och fick sitt nu gällande namn av G. Agostini. Cybianthus schlimii ingår i släktet Cybianthus, och familjen viveväxter. Inga underarter finns listade i Catalogue of Life.